# Yuhup
Le yuhup (ou yahup) est une langue maku parlée au Brésil, dans l'Ouest de l'État d'Amazonas et dans les régions proches de Colombie par 400 Yuhup.

## Phonologie

### Voyelles
|         | Antérieure | Centrale | Postérieure |
| ------- | ---------- | -------- | ----------- |
| Fermée  | i [i]      | ɨ [ɨ]    | u [u]       |
| Moyenne | e [e]      | ə [ə]    | o [o]       |
| Ouverte | æ [æ]      | a [a]    | ɔ [ɔ]       |

### Consonnes
|               |               | Bilabiale | Dentale | Palatale | Vélaire | Glottale |
| ------------- | ------------- | --------- | ------- | -------- | ------- | -------- |
| Occlusives    | Occlusives    | p [p]     | t [t]   |          | k [k]   | ʔ [ʔ]    |
| Fricatives    | Fricatives    |           | s [s]   |          |         | h [h]    |
| Affriquées    | Affriquées    |           |         | č [t͡ʃ]   |         |          |
| Nasales       | Nasales       | m [m]     | n [n]   |          | ŋ [ŋ]   |          |
| Semi-voyelles | Semi-voyelles | w [w]     |         | y [j]    |         |          |